# 康拉德 (萨克森-迈宁根)
约翰内斯·弗里德里希·康拉德·卡尔·爱德华·霍斯特·阿诺德·马蒂亚斯（Johann Friedrich Konrad Carl Eduard Horst Arnold Matthias，1952年4月14日—），出生于齊根貝格。萨克森-迈宁根王室继承人、维丁家族继承人，称：萨克森-迈宁根亲王，萨克森公爵，利希-克利夫斯伯格公爵，萨菲尔德亲王，图林根领主，迈森藩侯，亨内贝格、坎贝格、拉文斯贝格伯爵，克拉尼希费尔德和拉文斯泰因男爵等。

## 生平
康拉德亲王曾是一位银行分析师，就职于多家银行。1998年以来，他一直是一个独立的顾问，并且还花时间在空中和汽车行业。目前，康拉德亲王在鲁道夫多林的律师事务所合伙人，2007年以来，他一直管理GWP德国风力发电有限公司的董事。亲王至今未婚。
由于康拉德未婚，所以康拉德的侄子弗里德里希·康斯坦丁王子为萨克森-迈宁根公爵的继承人。